# 1011
Початок Високого Середньовіччя •  Епоха вікінгів •  Золота доба ісламу •  Реконкіста •  Київська Русь

## Геополітична ситуація
Візантію очолює Василій II Болгаробійця. Генріх II є імператором Священної Римської імперії.
Королем Західного Франкського королівства є, принаймні формально, Роберт II Побожний.
Апеннінський півострів розділений між численними державами: північ належить Священній Римській імперії, середню частину займає Папська область, на південь від Римської області лежать невеликі незалежні герцогства, південна частина півострова належать Візантії. Південь Піренейського півострова займає Кордовський халіфат, в якому розпочалася внутрішня міжусобиця. Північну частину півострова займають християнські королівство Леон (Астурія, Галісія), де править Альфонсо V, Наварра (Арагон, Кастилія) та Барселона.
Королівство Англія очолює Етельред Нерозумний.
У Київській Русі триває правління Володимира. У Польщі править Болеслав I Хоробрий. Перше Болгарське царство частково захоплене Візантією, в іншій частині править цар Самуїл. У Хорватії триває правління Крешиміра III та Гойслава. Королівство Угорщина очолює Стефан I.
Аббасидський халіфат очолює аль-Кадір, в Єгипті владу утримують Фатіміди, в Середній Азії — Караханіди, у Хорасані — Газневіди. У Китаї продовжується правління династії Сун. Значними державами Індії є Пала, Пратіхара, Чола. В Японії триває період Хей'ан.

## Події
- Можливо, цього року було закладено Софіївський собор у Києві[1][2].
- Наступаючи на Англію, дани захопили Кентербері й полонили архієпископа.
- Візантійці захопили Барі, вигнавши звідти бунтівника Мело.
- У Багдаді халіф аль-Кадір, намагаючись відвернути ісмаелітів від Фатімідів провів нараду імамів й видав маніфест, що заперечував походження Фатімідів від Алі ібн Абу Таліба.

### Наука
- 1011—1021 — написання семитомної «Книги оптики» Ібн ал-Хайсамом.